# Легуючі елементи
Легуючі елементи — хімічні елементи, переважно метали, що вводяться до складу сплавів для додання їм певних властивостей (див. Легування (металургія)). Основні легуючі елементи у сталі і чавуні — Cr, Ni, Mn, Si, Mo, W, V, Ti, Zr, Be, Nb, Co, Al, Cu, B, Mg; у алюмінієвих сплавах — Si, Cu, Mg, Zn, Mn, Ti, Zr; у мідних сплавах — Zn, Sn, Pb, Al, Mn, Fe, Ni, Be; у магнієвих сплавах — Al, Zn, Mn, Zr; у свинцевих сплавах — Sn, Zn, Sb; у нікелевих сплавах — Cr, Fe, Ti, Al. Легуючі елементи вводять в легований метал зазвичай у вигляді сплавів.